# Carapichea ipecacuanha
Carapichea ipecacuanha, conocida como ipecacuana, es una planta de la familia de las rubiáceas cuya raíz se utiliza para hacer jarabe de ipecacuana, un emético muy efectivo. Es originaria de Mesoamérica, Colombia y Brasil y su nombre vulgar viene del tupí-guaraní i-pe-kaa-guéne, que significa 'planta del borde del camino que te hace sentir enfermo'. 

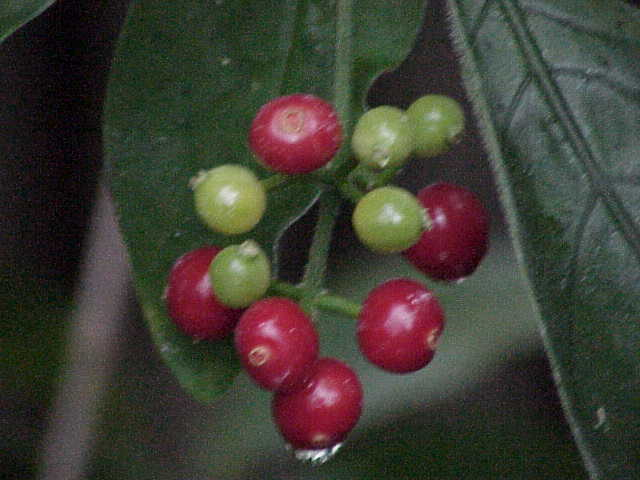
Frutos

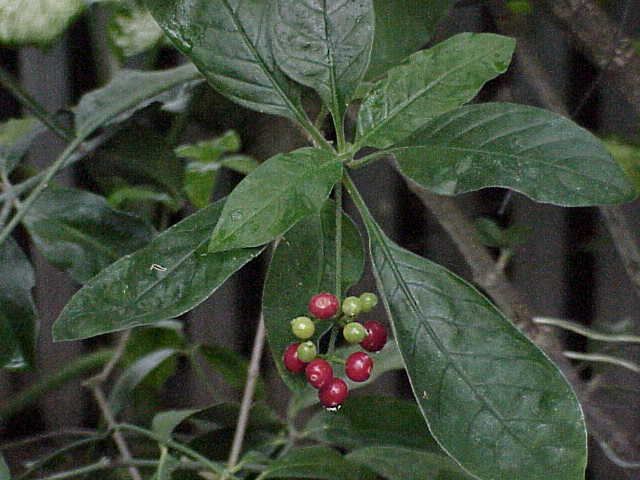
Hojas

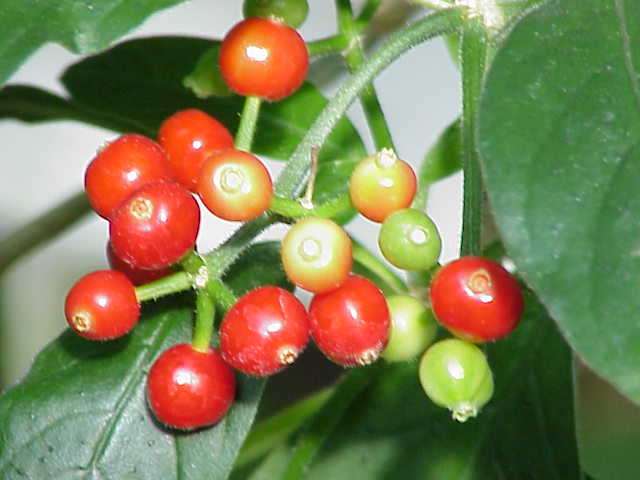
Detalle

## Descripción
Carapichea ipecacuanha, Cephaelis ipecacuanha, Psicotrina ipecacuanha o Uragoga ipecacuanha, ipecacuana anillada menor o ipecacuana de Brasil es una especie herbácea o subarbustiva rizomatosa que puede alcanzar los 0,5 metros de altura y que ramifica en ejes levemente pubescentes a glabros. Sus hojas son acuminadas, con un limbo de elíptico a oblongo-ovovado con entre 7 y 17 cm de longitud y entre 4 y 9 cm de anchura. El haz de las hojas es membranáceo mientras que el envés es pubescente a glabro. Las flores se agrupan en inflorescencias verdes terminales o pseudoaxilares subglobosas a hemiglomerulares con un único pedúnculo de entre 1 y 4 cm. El glomérulo de flores alcanza un diámetro de entre 1,5 y 2,5 cm y posee una base formada por entre 2 y 6 brácteas verdes lanceoladas a ovadas de entre 5 y 10 mm de longitud. Las flores forman una corola con forma de embudo, glabra o levemente pubescente en el exterior, formada por un tubo de entre 3 y 4 mm y lóbulos apicales triangulares de entre 1,5 y 2,5 mm. El limbo de los pétalos tiene entre 0,5 y 1 mm y es característicamente verde, glabro y con el margen denticulado. La posición de las flores en la inflorescencia es sésil o subsésil con un hipanto cilíndrico y glabro de 1 mm y brácteas lineares a lanceoladas de entre 4 y 10 mm de longitud. Las infrutescencias están formadas por drupas elípticas de entre 8 y 10 mm de longitud y entre 4 y 8 mm de anchura agrupadas, como las flores, en hemiglomérulos y en posición sésil o subsésil. El exocarpo de las drupas es glabro y toma color rojo intenso a negro en madurez. El endocarpo por su parte posee el dorso liso adquiriendo en sección trasversal forma semiesférica.
Contiene principios activos similares que la ipecacuana de Colombia, ipecacuana anillada mayor o Cephaelis acuminata o Uragoga granatensis. 

## Distribución y hábitat
Se encuentra en las selvas húmedas de Mesoamérica, Colombia y Brasil.

## Historia
Fue introducido en Europa en 1672, por un viajero llamado Legros. Legros llevó la planta a París, llegada de Sudamérica. En 1680, un mercante parisino llamado Garnier obtuvo unos 68 kg de la substancia e informó a un físico llamado Johann Friedrich Schweitzer, apodado Helvétius, abuelo del filósofo Claudio Adrián Schweitzer, de sus cualidades en el tratamiento de la disentería. Helvetius vendió el remedio en exclusiva para Luis XIV, pero el secreto lo entregó al gobierno francés, que hizo pública la fórmula en 1688.

## Morfología de la planta
La parte de la ipecacuana usada en medicina es la raíz, la cual está dividida en pocas bifurcaciones; la planta es angulosa y retorcida, con un ramal grueso y está compuesta por anillos de diverso tamaño, de una textura grasa en todo su frescor y trepa del tronco central de los árboles de la selva amazónica. Los diferentes tipos que se encuentran en el mercado (gris, roja, marrón) son producidas por la misma planta, las diferencias vienen de la edad de la planta, el modo de secado, etc. Existen plantas sucedáneas de la ipecacuana en su aplicación.

### Micromorfología
- Polvo irritante y estornutatorio.
- Presenta células de parénquima, elementos conductores y abundante almidón.
- Además, encontramos rafidios muy finos y pequeños, aislados o en haces.

## Composición química
En su composición se encuentra agua, sales minerales, fécula (sustancia de reserva por ser una raíz), taninos catéquicos (ácido ipecacuánico), glicoproteínas con poder alergizante y alcaloides. Los alcaloides son derivados isoquinoleínicos (2-3,5%), donde los principales son la emetina (hasta 75% del total), la cefelina y la psicotrina. La psicotrina es cefelina deshidrogenada, y la emetina es cefelina metilada en un grupo OH.
Además, presenta un compuesto propio, llamado ipecósido, alcaloide isoquinolein-monoterpénico, O-glucósido.

## Usos
La ipecacuana es muy útil como emético cuando es necesario provocar el vómito en caso de gran debilidad o en niños. Cómo vomitivo, expectorante y diaforético, se prescribe en bronquitis, etc., y en desórdenes de las que se desea aumentar las acciones de la piel. Los preparados que más se usan son el vino de ipecacuana y el polvo de Dover. 
Otros nombres: anillada menor, ipecac, poaja, raicilla, bejuquillo, raíz brasileña.

## Plantas similares
Ipecacuanha es una planta de crecimiento lento, lo cual es poco productivo para cultivarlo en grandes plantaciones. Rara vez se cultiva en Sudamérica pero ha habido plantación en otros lugares como en la India.
La denominación botánica cambia constantemente. A continuación, se lista un compendio de plantas que fueron empleadas alguna vez como sustitutos de la ipecacuana. Algunos de los nombres de las especies pueden estar caducas.
- Ipecacuana brasileña o de Río de Janeiro: Cephaelis ipecacuanha (Brot.) A.Rich.
- Ipecacuana de Cartagena o colombiana: Cephaelis acuminata
- Ipecacuana salvaje: Euphorbia ipecacuanhae de Norteamérica
- Planta venezolana: Sarcostemma glaucum, de la familia de las Asclepiadaceae
- Tylophora asthmatica, utilizada en la India
- Gillenia stipulata conocida como ipecac americana.
- Richardsonia pilosa, Richardsonia rosea, Psychotria emetica y varias especies de Ionidium se han empleado también.

## Taxonomía
La especie Carapichea ipecacuanha fue descrita por originalmente por Félix de Avelar Brotero como Callicocca ipecacuanha. Posteriormente fue trasladada al género Carapichea por Bengt Lennart Andersson y publicada en Kew Bulletin 57(2): 371. 2002.
Sinonimia
- Callicocca ipecacuanha Brot.
- Carapichea ipecacuanha (Brot.) L.Andersson
- Cephaelis acuminata H.Karst.
- Cephaelis ipecacuanha (Brot.) A.Rich.
- Evea ipecacuanha (Brot.) W.Wight
- Ipecacuanha fusca Raf.
- Ipecacuanha officinalis Arruda ex H.Kost.
- Ipecacuanha preta Arruda
- Uragoga acuminata (H.Karst.) Farw.
- Uragoga granatensis Baill.
- Uragoga ipecacuanha (Brot.) Baill.[3]